# Alma's Way
Alma's Way är ett amerikansk–kanadensiskt animerat barnprogram. TV-programmet hade premiär i USA den 4 oktober 2021 på PBS Kids. Alma's Way är producerad av Pipeline Studios och Fred Rogers Productions.